# کلااس ورمولن
کلااس ورمولن (انگلیسی: Klaas Vermeulen؛ زادهٔ ۴ مارس ۱۹۸۸) بازیکن هاکی روی چمن اهل پادشاهی هلند است.